# Întrerupător
Întrerupătorul este un aparat electric de comutație, fiind destinat închiderii/deschiderii circuitelor de joasă tensiune, având aplicații practice în curent alternativ, dar și în curent continuu. Acest dispozitiv este acționat manual în general. El permite curentului electric să treacă mai departe către destinația dorită, în cazul închiderii, sau să separe circuitul, oprind trecerea curentului către sursa dorită, în cazul deschiderii. Cel mai des exemplu este de uz casnic: aprinderea sau stingerea luminilor.

## Mod de funcționare
Întrerupătorul este acționat manual în majoritatea cazurilor. Prin apăsarea unui „buton”, realizat de obicei dintr-un material izolant (plastic) pentru protecția utilizatorului, se închide sau deschide circuitul, adică se ating sau nu cablurile de alimentare ale circuitului. La închidere, sunt conectate capetele celor două cabluri prin intermediul echipamentului, iar la deschidere acestea sunt separate. Dacă am putea privi în interiorul carcasei, am observa că există o separație vizibilă între cele două borne la care sunt conectate cablurile, în cazul poziției „deschis”.